# 中川未由希
中川 未由希（なかがわ みゆき、1986年12月20日 - ）は、日本のフィールドホッケー選手。

## 経歴・人物
岐阜県各務原市出身。岐阜県立岐阜女子商業高等学校、東海学院大学を経て、ソニーイーエムシーエスに所属する。
2004年アテネオリンピックに出場、以降、北京、ロンドン、リオデジャネイロの各大会に出場した。